# Brandon Vera
Brandon Michael Vera, född 10 oktober 1977, är en amerikanskfödd MMA-utövare med dubbla medborgarskap, filippinskt och amerikanskt, som representerar Filippinerna i ringen. Han är en före detta vinnare av WEC:s tungvikts Grand Prix, före detta UFC-atlet och ONE championships nuvarande tungviktsvärldsmästare.

## Bakgrund
Veras far är filippinsk och hans biologiska mor italiensk-amerikansk, men han växte upp med sin filippinska styvmor. De bodde i ett hushåll med sju pojkar och tre flickor. Förutom dem han växte upp med har Vera tre ytterligare syskon. Två bröder och en syster. Vera växte upp i Norfolk, Virginia och gick på Lake Taylor High School där han brottades såpass framgångsrikt att han erbjöds ett fyra års brottarstipendium till Old Dominion University i Norfolk, Virginia. Han hoppade dock av college efter ett och ett halvt år då han inte trivdes och gick istället med i flygvapnet (US Air Force). Efter att ha skadat ett ligament i sin högra armbåge och diagnostiserats med permanenta nervskador som gjorde högra armen obrukbar trots operation blev han avpolleterad från flygvapnet på en "medical discharge". 
Han återvände då till Virginia och fortsatte att själv rehabilitera sin arm och lyckades såpass väl att han kände sig redo för att vara med i östkusttävlingen "Grappler's Quest" i submission wrestling. Eftersom han inte tillhörde något gym eller hade något team gjorde han all sin träning själv. Han schemalade sin egen träning, han skötte sin egen diet och styrde sin egen viktminskning (weight cut) inför alla matcher. Det imponerade tillräckligt på Lloyd Irvin, ett BJJ-svartbälte och en coach för att han skulle bjuda in Vera till sin skola där Irvin sedan tränade Vera inom MMA.
2016 meddelade Vera att han ämnade flytta till Filippinerna för gott för att försöka hjälpa sina landsmän att hitta till MMA, bland annat genom att han försöker öppna ett lokalt Alliance MMA-gym.

## MMA-karriär

### Tidig karriär
Vera gick sin första professionella MMA-match den 6 juli 2002, en match han vann via teknisk knockout. Han gick ytterligare en match 2004 som han vann, sedan gick han med i WEC 13:s tungviktsturnering 2005 där han vann två matcher samma kväll, en av dem var mot Mike Whitehead (känd från andra säsongen av The Ultimate Fighter) och blev därmed mästare i tungvikt i organisationen World Extreme Cagefighting.
Vera flyttade sedan till San Diego, CA efter att han blivit erbjuden ett jobb som tränare på City Boxing. City Boxings ägare Mark Dion var så nöjd med hur Vera fungerade som tränare och hans framgångar som kampsportare att han gav Vera delägarskap i City Boxing.

### UFC
Den 3 oktober 2005 debuterade Vera i UFC på Ultimate Fight Night 2. Han vann sina fyra första matcher i UFC, den sista mot organisationens förra tungviktsmästare Frank Mir som han besegrade på teknisk knockout på bara 69 sekunder. Segern innebar att Vera vunnit samtliga sina 8 professionella MMA-matcher. Efter detta förlorade dock Vera sina två nästkommande matcher, mot Tim Sylvia på UFC 77 och Fabricio Werdum på UFC 85. Efter förlusten mot Werdum var Vera väldigt upprörd då han tyckte att domaren hade stoppat matchen för tidigt. Efter den matchen gick han ner en viktklass och debuterade som lätt tungviktare när han besegrade Andy Reese på UFC: Silva vs. Irvin den 19 juli 2009. Han förlorade därefter mot Keith Jardine på UFC 89 den 18 oktober samma år.
Efter matchen mot Jardine vann Vera två raka mot Michel Patt och Krzysztof Soszynski. Därefter förlorade han tre raka matcher, mot Randy Couture, Jon Jones och Thiago Silva. Efter de tre förlusterna sa UFC upp kontraktet med honom i januari 2011. Matchen mot Silva ändrades officiellt till en NC då det framkom att Silva fuskat med sitt urinprov och Vera var tillbaka i UFC redan oktober samma år mot Elit Marshall som han vann mot via enhälligt domslut. Efter den vinsten mötte han Maurício Rua 4 augusti 2012 i en hård match som Rua vann via TKO sent i fjärde ronden. Vera valde efter den förlusten att åter försöka sig på tungvikt och mötte Ben Rothwell på UFC 164 31 augusti 2013. Efter två jämna ronder van Rothwell via TKO i den tredje. Efter matchen testade Rothwell positivt för förhöjda testosteronnivåer. UFC stängde av Rothweli i nio månader trots att Wisconsins atletkommission endast utfärdat en administrativ varning. Vera fick lämna UFC 17 juni 2014 och därmed avslutades ett åtta år långt samarbete.

### ONE Championship

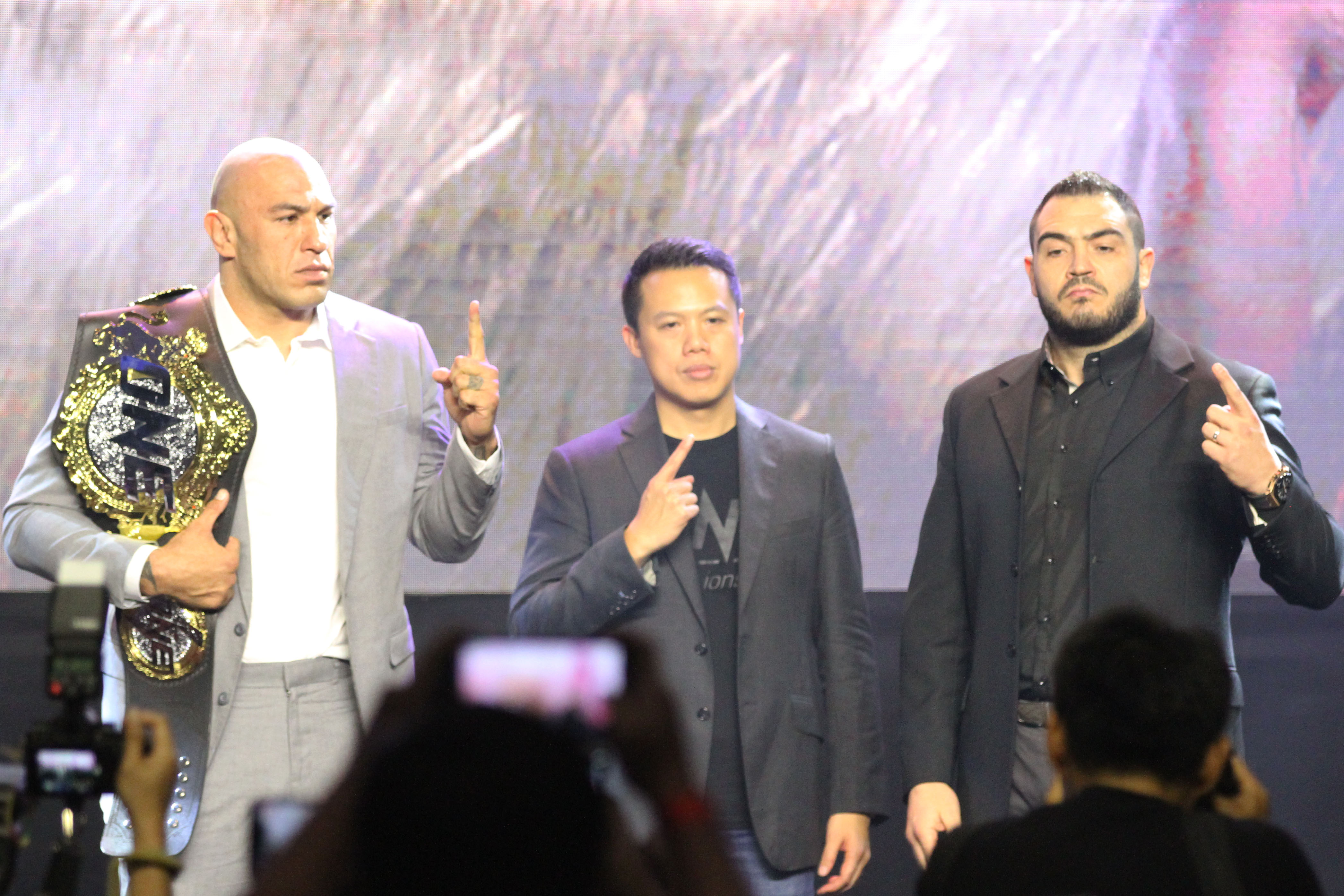
Vera (vänster) och Mauro Cerilli (höger) vid "Conquest of Champions".

Vera skrev sedan på för ONE 13 juli 2014 och imponerade i sin debut mot Igor Subora med en TKO-vinst redan i första ronden. I sin andra match för organisationen gick han i huvudmatchen, main event, en match om tungviktstiteln mot Paul Cheng som Vera vann via KO efter bara 26 sekunder i första ronden. Sedan dröjde det nästan ett år innan han försvarade sin titel för första gången, då mot Hideki Sekine 2 december 2016. Även den matchen vann han via avslut i den första ronden. Sitt andra titelförsvar gjorde han mot ONE-nykomlingen Mauro Cerilli 23 november 2018 vid ONE: Conquest of Champions. Cerilli gjorde då sin debut hos ONE efter att ha varit tungviktsmästare i Cage Warriors. Vera vann via KO i den första ronden.

### Sociala media
- Brandon Vera – Twitter
- Brandon Vera – Instagram